# Marcello Landi
Pour les articles homonymes, voir Landi.
Marcello Landi (né le 5 juillet 1961 à Forlì, en Émilie-Romagne), est un philosophe et théologien catholique italien contemporain.

## Biographie
Marcello Landi est né à Forlì (Romagne) 5 juillet 1961. Il est fils de Mario Landi, chevalier de la République italienne, et Marzia Enrietto. Sa sœur cadette est Milvia Landi.
Le 25 août 1986, il a épousé Paola Pagani: ils ont eu une fille, Noemi, et un fils, Tommaso.

## Travail et recherches
Landi songe que les idées de Thomas d'Aquin ont une richesse très utile pour les problèmes d'aujourd'hui. Ainsi, il a produit des textes et des conférences pour appliquer le thomisme à la politique, à la philosophie de la science, à l'éthique, etc.
Il souligne bien souvent le lien entre la vérité et l'amour.

## Œuvres
- La presenza della Summa Theologiae di Tommaso d'Aquino nei primi due Sermoni di Antonio Maria Zaccaria, in Barnabiti Studi 20 (2003), pp. 69-81.
- Educazione paritaria, in Peer educator. Istruzioni per l'uso, Franco Angeli, Milano 2004, pp. 56-58.
- Due idee di tolleranza, in Interdipendenza 1 (1/2005), pp. 15-16.
- Sant'Antonio Maria Zacharia. Contesto storico-culturale e presenza della Summa Theologiae di San Tommaso d'Aquino nei suoi primi tre sermoni, in Sacra Doctrina 52 (5/2006), pp. 46-81.
- Un contributo allo studio della scienza nel Medio Evo. Il trattato Il cielo e il mondo di Giovanni Buridano e un confronto con alcune posizioni di Tommaso d'Aquino, in Divus Thomas (Piacenza) 110 (2/2007), pp. 151-185.
- Uno dei contributi della Scolastica alla scienza economica contemporanea: la questione del giusto prezzo, o del valore delle merci, in Divus Thomas, anno 113° - 2010 - maggio/agosto, p. 126-143.